# Ralf Scheepers
Ralf Scheepers (Esslingen am Neckar, 5 febbraio 1965) è un cantante tedesco.
È noto per la militanza nei Gamma Ray e nei Primal Fear.

## Biografia

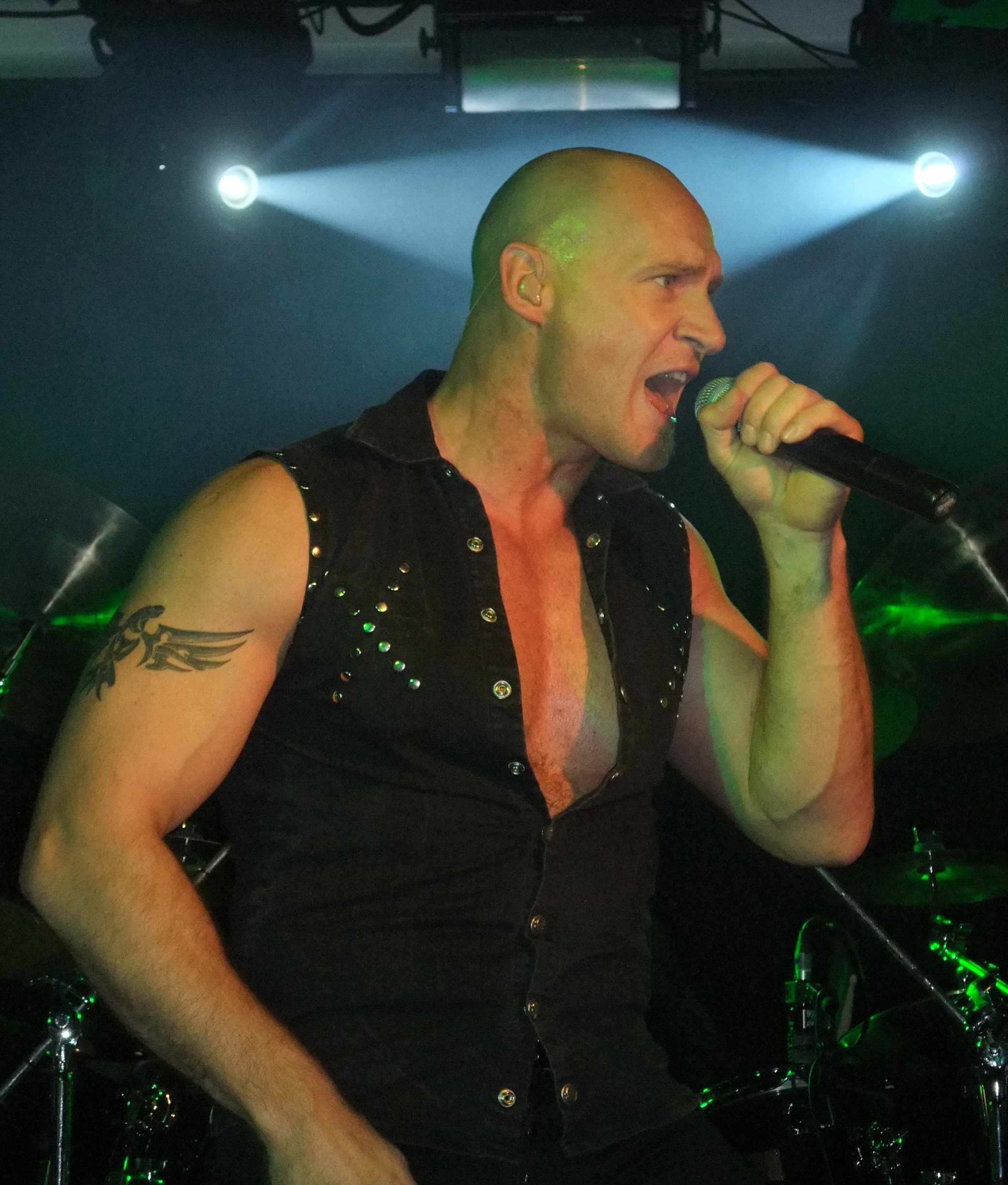
Ralf Scheepers nel 2009

Negli anni ottanta si fa conoscere militando nei Tyran' Pace. Nel 1986 partecipa ad una serie di concerti con gli Helloween per sostituire alla voce Kai Hansen, che ha difficoltà a suonare e cantare contemporaneamente. Il gruppo di Amburgo sembra sul punto di prenderlo in pianta stabile, ma alla fine gli viene preferito lo sconosciuto diciassettenne Michael Kiske.
Nel 1989 Hansen lascia gli Helloween ma la sua strada si incrocia nuovamente con quella di Scheepers: i due mettono in piedi un progetto che, nei piani iniziali, avrebbe dovuto essere a loro nome, ma che da lì a poco si trasforma in una vera band: i Gamma Ray.
Nel 1995 Ralf è a un passo dall'entrare nei Judas Priest, al posto di Rob Halford, ma all'ultimo momento gli viene preferito lo sconosciuto Ripper Owens.
Contemporaneamente Hansen gli dà un ultimatum: dal momento che Ralf abita molto distante da Amburgo, quartier generale dei Gamma Ray, e non può quindi essere sempre reperibile per l'attività del gruppo, gli viene chiesto di scegliere se applicarsi di più con il resto della band trasferendosi ad Amburgo o andarsene. Scheepers, dato anche che la questione dell'entrata nei Judas è ancora aperta, decide di allontanarsi dalla band.
Fuori dai Gamma Ray si vede anche rifiutato dai Priest, ufficialmente perché la sua voce e la sua impostazione vocale risultano troppo simili a quelle di Halford.
Verso il 1997,  dopo una pausa di un paio d'anni circa, viene esortato da Mat Sinner dei Sinner a tornare ad utilizzare il proprio talento. Gli viene proposto pertanto di fondare assieme una band, i Primal Fear, grazie ai quali torna ad essere uno dei più apprezzati cantanti della scena metal, e con i quali si esibisce regolarmente tuttora.
Nel 2011 ha pubblicato un disco solista, nel quale tra l'altro duetta sul brano Remission of Sin con l'ex "rivale" Ripper Owens.
Negli ultimi 20 anni ha prestato inoltre la sua voce ad altri gruppi per collaborazioni di vario tipo: come con i Therion, gli Ayreon, i Tribuzy, Magnus Karlsson e nuovamente Kai Hansen e i Gamma Ray, oltre a molte altre sporadiche comparsate.

## Stile vocale ed estensione
È palesemente noto a numerosi fan come lo stile di Ralf Scheepers si basi su sonorità vocali riconducibili al metal di Rob Halford ma il cantante plasma la sua tecnica anche sotto altri padri, quali Ronnie James Dio, Ian Gillan  e altri grandi dell'hard rock.
Ralf possiede un'estensione vocale che lo porta ad arrivare a bassi quali B1 ed, in album come Nuclear Fire e Black Sun, a note quali il B5 che indubbiamente non è un limite viste le numerose realizzazioni live dell'acuto da record. È possibile ascoltare un'esibizione live di un B5 nel DVD The History of Fear dove nei primi minuti si sente distintamente la nota eseguita all'inizio del brano Final Imbrace. Inoltre basta ascoltare le seconde voci dei ritornelli dei brani di Nuclear Fire per redersi conto della potenza vocale di Ralf.

## Discografia

### Solista
- 2011 – Scheepers

### Con i Tyran' Pace
- 1984 – Eye to Eye
- 1985 – Watching you
- 1985 – Long Live Metal

### Con i Gamma Ray
- 1989 – Heading for Tomorrow
- 1990 – Heaven Can Wait (EP)
- 1991 – Sigh No More
- 1993 – Insanity and Genius
- 2015 – Heading for The East
- 2016 – Lust for Live

### Con i Primal Fear
- 1998 – Primal Fear
- 1999 – Jaws of Death
- 2001 – Nuclear Fire
- 2002 – Black Sun
- 2004 – Devil's Ground
- 2005 – Seven Seals
- 2007 – New Religion
- 2009 – 16.6 (Before the Devil Knows You're Dead)
- 2010 – Live in U.S.A.
- 2012 – Unbreakable
- 2014 – Delivering the Black
- 2016 – Rulebreaker
- 2018 – Apocalypse
- 2020 - Metal Commando
- 2023 - Code Red

### Altri album
- 1993 – F.B.I. – Hell on Wheels
- 2015 – Blackwelder – Survival Of The Fittest

### Collaborazioni
- 1992 – Heavens Gate – Hell for Sale! (cori nel brano Always Look On The Bright Side Of Life)
- 1992 – Sinner – No More Alibis (cori)
- 1996 – Scanner – Ball Of The Damned (voce nel brano Puppet On A String)
- 1997 – Roland Grapow – The Four Seasons of Life (voce e cori nel brano Searching For Solutions)
- 1997 – Brainstorm – Hungry (voce aggiuntiva nel brano Mr. Know-it-all)
- 1998 – Sinner – The Nature of Evil (cori)
- 1998 – Therion – Vovin (voce nel brano The Wild Hunt)
- 1998 – Pink Cream 69 – Electrified (voce nel brano Over The Fire)
- 1999 – Therion – Crowning of Atlantis (voce nei brani Crazy Nights e Thor)
- 1999 – Sinner – The Second Decade (raccolta) (cori)
- 2000 – Sinner – Judgement Day (cori)
- 2000 – Ayreon – Universal Migrator Part 2: Flight of the Migrator (voce nel brano Journey On The Waves Of Time)
- 2003 – Sinner – There Will Be Execution (cori nel brano Finalizer)
- 2005 – Tribuzy – Execution (cori nel brano Nature Of Evil)
- 2005 – Tribuzy – Execution Live Reunion (voce e cori nel brano Absolution)
- 2008 – Solna – Sent From Heaven (voce nei brani Celebrate e Feel Alive)
- 2009 – Shadow Gallery – Digital Ghosts (voce nel brano Strong)
- 2009 – Solna – Eurameric (voce nei brani Celebrate e Feel Alive)
- 2010 – Sinner – Mask Of Sanity (voce ospite)
- 2010 – Phenomena – Blind Faith (voce nel brano Fighting)
- 2012 – Phenomena – Awakening (voce nel brano Gotta Move)
- 2012 – Nergard – Memorial For A Wish (voce nel brano Requiem)
- 2013 – Magnus Karlsson – Magnus Karlsson's Free Fall (voce nel brano Higher)
- 2013 – Scanner – Hypertrace (cori)
- 2013 – Messenger – Starwolf Pt. 1: The Messengers (voce nel brano Salvation)
- 2013 – Helker – Somewhere In The Circle (voce nel brano Begging For Forgiveness insieme a Ripper Owens)
- 2013 – Wolfpakk – Cry Wolf (voce nel brano Moonlight)
- 2013 – Evertale – Of Dragons And Elves (voce nel brano Brothers In War (Forever Damned))
- 2013 – Highlord – The Warning After (voce nel brano Arcade Warriors)
- 2013 – Rage Of Angels – Dreamworld (voce nel brano Falling)
- 2013 – Pamela Moore – Resurrect Me (voce aggiuntiva nel brano The Sky Is Falling)
- 2014 – Vanish – Come To Wither (voce nel brano The Grand Design)
- 2015 – Nergard – A Bit Closer To Heaven (voce nel brano Light And Shadows)
- 2015 – Luca Turilli's Rhapsody – Prometheus Symphonia Ignis Divinus (voce nel brano Thundersteel (Cinematic Version))
- 2015 – Desert – Never Regret (voce nel brano bonus track 1812)
- 2015 – Enzo And The Glory Ensemble – In The Name Of The Father (voce nel brano Benedictus)
- 2016 – Al Atkins – Reloaded (voce nel brano Mind Conception (Early Judas Priest Demo Extract))
- 2016 – Kai Hansen – XXX - Three Decades in Metal (voce nel brano Enemies Of Fun)
- 2017 – Europica – Part One (voce nei brani Silently e We'll Never)
- 2017 – Enzo And The Glory Ensemble – In The Name Of The Son (voce nei brani Te Deum e If Not You)
- 2017 – Dragony – Lords Of The Hunt (voce)
- 2017 – The Rose Of Lilith – Soulless (singolo) (voce nel brano Soulless)
- 2018 – Tomorrow's Outlook – A Voice Unheard (voce in tutti i brani tranne che in Descent, Through Shuttered Eyes, Outlaw, Times of War, Darkside of Aquarius e Slave to the Evil Force)
- 2018 – Nergard – Memorial For A Wish (2018 Version) (voce nel brano Inside Memories)
- 2018 – Infinita Symphonia – Liberation (voce nel brano Never Forget)
- 2021 - Gamma Ray - 30 Years Live Anniversary (voce nei brani Lust for Life, One With the World, The Silence, Heading for Tomorrow)
- 2022 - Avantasia  - A Paranormal Evening with the Moonflower Society (voce nel brano The Wicked Rule the Night)
- 2023 - Immortal Guardian - Unite and Conquer (voce nel brano Roots Run Deep)
- 2024 - Subfire - Blood Omen (voce nel brano Unbreakable)

### Partecipazioni
- 1996 – Artisti Vari – A Tribute To Judas Priest: Legends Of Metal Vol. II (voce nel brano Exiter con i Gamma Ray)
- 1996 – Artisti Vari – Holy Dio (A Tribute To The Voice Of Metal: Ronnie James Dio) (voce nel brano Kill The King con i Primal Fear)
- 1999 – Artisti Vari – Catch the Rainbow - A Tribute to Rainbow (voce nel brano Still I'm Sad)
- 2001 – German Rock Stars – Wings Of Freedom (singolo) (voce)
- 2016 – Artisti Vari – Edu Falaschi – A New Lease Of Life: 25th Anniversary Tribute Vol. I (voce nel brano Spread Your Fire con i Soulspell insieme a Ripper Owens)